# Jan Ślęzak
Jan Ślęzak (ur. 13 września 1913 w Dymitrowie Małym, zm. 5 czerwca 1972 w Ołpinach) – polski prezbiter katolicki, administrator i proboszcz parafii Ołpiny, społecznik, patron Szkoły Podstawowej i Gimnazjum w Ołpinach.
Pochodził z rodziny rolniczej. W wieku 11 lat wstąpił do Małego Seminarium w Tarnowie. Po zdaniu matury w 1931 roku wstąpił do Wyższego Seminarium Duchownego w Tarnowie. W 1937 roku przyjął święcenia kapłańskie. Po kilkumiesięcznej praktyce w parafii Ujście Solne, w 1938 roku przybył do parafii Ołpiny jako wikary. W 1943 roku został mianowany administratorem parafii ołpińskiej, a w 1948 r. proboszczem. Doceniając zasługi ks. Jana Ślęzaka, biskup tarnowski mianował go w 1956 roku kanonikiem, a w 1972 roku – z okazji 35-lecia święceń kapłańskich – prałatem.
Ks. Jan Ślęzak wpisał się na trwałe w historię wsi i parafii Ołpiny jako oddany duszpasterz, społecznik, troskliwy ojciec duchowy. Pracował w Ołpinach 34 lata. Jego pogrzeb był manifestacją wdzięczności i uznania parafian dla jego pasterskiej postawy i licznych zasług dla wsi i parafii.
W roku 2014 gminne władze samorządowe, na prośbę mieszkańców Ołpin, podjęły decyzję o nadaniu Szkole Podstawowej i Gimnazjum w Ołpinach imię Księdza Prałata Jana Ślęzaka.